# ビレッジセンター
株式会社ビレッジセンター（Village Center, Inc.）は、かつて存在していた日本のソフトウェア開発会社、出版社、広告代理店。
技術評論社の広告部門が独立する形で創業。以後、出版やソフトウェアの開発・販売を手がけた。特にソフトウェア部門ではMS-DOS用テキストエディタ「VZ Editor」で一躍名を馳せる事となった。
フジテレビのテレビ番組「ウゴウゴルーガ」「ガチャガチャポン!」に登場する「ミカンせいじん」をマスコットキャラクターにしていた。

## 沿革
- 1986年2月：技術評論社の広告部門が株式会社技術評論広告社として独立、業務開始
- 1987年12月：直営店「VillageCenter」開店
- 1988年5月：ソフトウェア出版部門、「VillageCenter」、書籍出版部門を株式会社ビレッジセンターとして法人化
- 1992年8月：技術評論広告社をビレッジセンターアドバータイズメントと社名変更
- 1992年10月：「VillageCenter」閉店
- 2001年4月：e-PRINTサービス開始、運営会社として株式会社プリントイットを設立
- 2003年：ビレッジセンターアドバータイズメントの業務をビレッジセンターに移譲、組織を一本化
- 2004年11月：株式会社プリントイットを吸収合併
- 2006年3月：創業者の中村満が退任
- 2007年11月：出版部門を休眠宣言
- 2007年12月：広告代理店業務を株式会社アドフィクスに営業譲渡
- 2008年3月：一度退任した創業者の中村満が本社移転とともに復帰
- 2008年4月：WZ Editor関連事業を株式会社WZソフトウェアに委譲
- 2008年11月17日：11月末で会社解散することを発表
- 2008年11月30日：会社解散

## 主な商品

### ソフトウェア
- Vz Editor
- WZ EDITOR
- Pocket WZ EDITOR
- サーチクロス
- ケータイ・リンク
- サムズプラス
- ミカンせいじんスクリーンセーバー

### 出版物
主にコンピュータ関連書籍を発行したほか、一般書や漫画家・ゲーム関連の画集、小説、絵本などを発行していた。また、大槻義彦が「噂の眞相」で連載していた『大槻教授の反オカルト講座』を書籍化した。高千穂遙らが書いている幻の同人本「VZ倶楽部」を発行。